# 小麥克拉爾島
小麥克拉爾島（英語：Lesser Mackellar Island），是南極洲的島嶼，位於喬治五世地，屬於麥克拉爾群島的一部分，處於丹尼森角以北4公里、大麥克拉爾島東北面的英聯邦灣，由澳大拉西亞探險隊發現，現時由南極條約體系管理。